# تاريخ الجمهورية الإيطالية
بعد الحرب العالمية الثانية والإطاحة بنظام موسوليني الفاشي، سيطر الحزب الديمقراطي السياسي المسيحي على تاريخ إيطاليا طوال 48 عامًا- منذ انتخابات عام 1946 وحتى انتخابات 1994- بينما قاد الحزب الشيوعي الإيطالي المعارضة.
تغير الوضع تبعًا لصدمة خارجية- تتمثل في الأزمة وانحلال الاتحاد السوفيتي- وصدمة داخلية- فضيحة فساد ماني بوليتي وعملية ماني بوليتي («الأيادي النظيفة»). أدت هذه الاضطرابات السياسية الدولية والوطنية إلى إصلاح النظام الانتخابي (من تناسب مثالي تقريبًا إلى تقييدات أحادية أو بمقاعد متعددة) وإعادة هيكلة جذرية للنظام السياسي الإيطالي، بما في ذلك حل معظم الأحزاب السياسية التقليدية، بما فيها الحزب الديمقراطي المسيحي والحزب الشيوعي.
عام 1994، في أثناء عملية ماني بوليتي التي هزت الأحزاب السياسية، فاز مجتذب وسائل الإعلام، ومالك ثلاث محطات تلفزيونية خاصة، وعدة صحف ومجلات، ومالك دار ماندادوري للنشر الرئيسية في إيطاليا سيلفيو برلسكوني في الانتخابات العامة في 27 مارس وشكًل ائتلاف برلسكوني الأول. على الرغم من الإطاحة به بعد أشهر عدة من الحكم، أصبح برلسكوني من أهم الشخصيات السياسية والاقتصادية في إيطاليا طوال العقدين التاليين. بعد قيادة معارضة ديني (1995- 1996)، وبرودي الأول (1996- 1998)، وداليما الأول (1998- 1999)، وداليما الثاني (1999- 2000)، وائتلاف أماتو الثاني (2000- 2001)، استلم برلسكوني زمام السلطة مجددًا عام 2001 بعد فوزه في الانتخابات العامة في 13 مايو. خسر أخيرًا الانتخابات العامة عام 2006 بعد خمس سنوات، وفاز رومانو برودي بالمقابل ورابطة الاتحاد الخاصة بها، ولكنه فاز في الانتخابات العامة لعام 2008 وعاد إلى السلطة في شهر يونيو من عام 2008. في شهر نوفمبر من عام 2011، خسر برلسكوني أكثريته في مجلس النواب، وقدم استقالته. شكّل خليفته، ماريو مونتي، حكومة جديدة، تتألف من «تكنوقراطيين» مدعومة من حزبي اليسار واليمين الوسطيين.
بعد أن أدت انتخابات عام 2013 إلى ظهور برلمان كبير، شكّل نائب النائب العام للحزب الديمقراطي، إنريكو ليتا، في شهر أبريل ائتلافًا مؤلفًا من الحزبين اليساري واليميني الوسطيين. في 22 فبراير من عام 2014، بعد حدوث اضطرابات في الحزب الديمقراطي، أدى النائب العام للحزب، ماتيو رينزي، القسم ليصبح رئيس الوزراء الجديد.

## ولادة الجمهورية (1946- 1948)
في المرحلة النهائية للحرب العالمية الثانية، حاول الملك فيكتور إيمانويل الثالث، الذي يُعتبر دعمه السابق للنظام الفاشي وصمة عار في تاريخه، إنقاذ الحكم الملكي عن طريق ترشيح ابنه ووريثه أومبرتو الثاني «الملازم العام في المملكة»، وعد الملك أنه بعد نهاية الحرب، يمكن للشعب الإيطالي اختيار شكل الحكومة عن طريق استفتاء عام. في شهر أبريل من عام 1945، تقدم حلفاء الحرب العالمية الثانية في سهل بو بدعم من حركة المقاومة الإيطالية، وهزموا الجمهورية الاجتماعية الإيطالية الفاشية، أسست ألمانيا النازية دولة دمية ترأسها بينيتو موسوليني. قتل مقاتلون مقاومون موسوليني في شهر أبريل من عام 1945.
تنازل فيكتور إيمانويل في 9 مايو من عام 1946 عن الحكم، وأصبح ابنه أمبرتو الثاني ملك إيطاليا.
أُجري استفتاء دستوري في 2 يونيو من عام 1946. فاز الجمهوريون، وأُلغي الحكم الملكي. لم تعد المملكة الإيطالية موجودة. نُفيت عائلة آل سافوي، العائلة الملكية الإيطالية. غادر فيكتور إيمانويل متجهًا إلى مصر، ومات فيها عام 1947. انتقل أومبرتو، الذي تولى منصب الملك لشهر واحد فقط، إلى البرتغال. كان الاستفتاء الخاص بأصل الجمهورية الإيطالية محط جدل، على الأقل بسبب بعض النتائج المتنازع عليها، وبسبب انقسام جغرافي بين الشمال، حيث فاز الجمهوريون بأغلبية ساحقة، والجنوب، حيث احتل الملكيون الصدارة.
عُقد مجلس تأسيسي بين يونيو من عام 1946 ويناير من عام 1948، أُقر فيه دستور إيطاليا الجديد الذي بدأ تطبيقه في 1 يناير من عام 1948.
وُقعت معاهدة السلام بين إيطاليا وأحلاف الحرب العالمية الثانية في باريس في شهر فبراير من عام 1947.
كانت الأحزاب السياسية الرئيسية في إيطاليا عام 1946 هي:
- الحزب المسيحي الديمقراطي.
- الحزب الاشتراكي الإيطالي.
- الحزب الشيوعي الإيطالي.

رشّح كل حزب منها مرشحين منفصلين للانتخابات العامة لعام 1946، وربح الحزب الديمقراطي المسيحي. حصل الحزبان الشيوعي والاشتراكي الإيطاليين على بعض المناصب الوزارية في حكومة ائتلافية يقودها الحزب المسيحي الديمقراطي. كان قائد الحزب الشيوعي الإيطالي، بالميرو تولياتي، وزيرًا للعدل. على أي حال، أُجبر موريس توريز وأربع وزراء شيوعيين آخرين على مغادرة حكومة بول رامادير خلال أزمة مايو عام 1947، استُبعد الحزبان الشيوعي والاشتراكي من الحكومة في الشهر نفسه بسبب ضغوطات هاري ترومان.
نظرًا لحصول الحزبين الشيوعي والاشتراكي على عدد أصوات أكبر من الحزب المسيحي الديمقراطي، قررا الاتحاد عام 1948 ليشكلا الجبهة الديمقراطية الشعبية. تأثرت الانتخابات العامة لعام 1948 بشكل كبير بمواجهة الحرب الباردة المندلعة بين الاتحاد السوفيتي والولايات المتحدة. بعد الانقلاب الشيوعي في فبراير من عام 1948 في تشيك سلوفاكيا الناتج عن تأثير الاتحاد السوفيتي، قلقت الولايات المتحدة من نوايا الاتحاد السوفيتي، وخشيت أن يجذب تأسيس السوفييت للحزب الشيوعي الإيطالي إيطاليا إلى دائرة تأثير الاتحاد السوفيتي في حال فاز التحالف اليساري في الانتخابات. ردًا على ذلك، أصدر مجلس الأمن القومي في الولايات المتحدة في شهر مارس من عام 1948 أول وثيقة تحمل توصيات لتجنب تلك النتيجة التي نُفذت على نطاق واسع وحيوي. أرسل أشخاص معظمهم من الإيطاليين الأمريكيين عشرة ملايين رسالة لحث الإيطاليين على عدم التصويت للشيوعيين. قامت وكالات أمريكية بالعديد من حملات البث الإذاعية على الموجة القصيرة، ومولت نشر كتب ومقالات لتحذير الإيطاليين من العواقب المحتملة للنصر الشيوعي. ومولت وكالة المخابرات المركزية الأحزاب السياسية اليمينية الوسطية، واتُهمت بنشر رسائل مزورة بهدف تشويه سمعة قادة الحزب الشيوعي الإيطالي. اتُهم الحزب الشيوعي الإيطالي بأنه ممول من قبل موسكو والمكتب الإعلامي الشيوعي، ولا سيما عن طريق صفقات التصدير إلى الدول الشيوعية.
كانت مخاوف الناخبين الإيطاليين من السيطرة الشيوعية المحتملة أمرًا أساسيًا في النتائج الانتخابية في 18 أبريل، ربح المسيحيون الديمقراطيون، بقيادة ألتشيدي دي غاسبيري نصرًا ساحقًا وحصول على 48% من الأصوات (أفضل نتيجة حققوها على الإطلاق، ولم تتكرر منذ ذلك الحين)، بينما حصلت الجبهة الديمقراطية الشعبية على نسبة 31% فقط من الأصوات. تفوق الحزب الشيوعي بنسبة كبيرة على الحزب الاشتراكي في توزيع المقاعد في البرلمان، وحصل على موقف قوي ليكون الحزب الرئيسي في إيطاليا، على الرغم من أنه لم يصبح عضوًا في الحكومة مجددًا. طول عقود متوالية تقريبًا، فاز الحزب الديمقراطي المسيحي الوسطي في الانتخابات الإيطالية.